# Hylaeus subfortis
Hylaeus subfortis är en biart som först beskrevs av Cockerell 1942.  Hylaeus subfortis ingår i släktet citronbin, och familjen korttungebin. Inga underarter finns listade i Catalogue of Life.